# Antonij Beskyd
Antonij Beskyd (ur. 1855 w Hanigovcach, zm. 1933 w Użhorodzie) – prawnik i polityk rusiński, reprezentujący opcję prorosyjską.
Ukończył studia prawnicze w Preszowie i Budapeszcie, później prowadził praktykę adwokacką w Budapeszcie, Kieżmarku, Starej Wsi Spiskiej i Preszowie.
W latach 1906–1910 był doradcą prawnym eparchii greckokatolickiej w Preszowie. W latach 1910–1918 był posłem do parlamentu węgierskiego.
Po rozpadzie Austro-Węgier zajmował stanowisko proczeskie. W składzie delegacji czeskiej uczestniczył w konferencji pokojowej w Paryżu. Dążył do włączenia Preszowa do Rusi Podkarpackiej, wskutek czego był skonfliktowany z lokalnymi władzami słowackimi. W latach 1920–1925 był dyrektorem Ruskiego Banku Narodowego w Użhorodzie.
W latach 1923–1933 był gubernatorem Rusi Podkarpackiej.